# Dave Peters
Gerardus A. D. Peters (Lommel, 9 juni 1976), alias Dave Peters, is een Vlaams presentator met het pseudoniem Dave.

## Levensloop
Hij presenteerde programma’s op Studio Brussel, onder andere vier seizoenen Brussel Vlaams (met een ZAMU Award bekroond) en in 2005-2007 Brussel Midi, met iedere dag een prominente Belg.
Vanaf 2007 presenteerde hij A.D.H.Dave tussen 16 en 19 uur bij Radio Donna.
Naast radio doet Peters ook televisiewerk. Na JIM, Canvas (reportages voor Voetzoeker, Republica en Brussel Vlaams Deluxe) en Eén (reporter in Aan tafel, 2003) is hij voetbalcommentator bij TV Limburg en Belgacom TV. Hij schrijft ook voor de voetbalbijlage Fan! van Het Nieuwsblad.
In 2009 nam hij deel aan de eerste aflevering van Hole in the wall van VT4.
Vanaf 5 januari 2009 presenteerde Peters samen met Ann Van Elsen elke weekdag op de radiozender MNM De Ann & Dave Show, maar dat programma stopte in 2010 na 3 seizoenen omdat Van Elsen zich volledig aan haar tv-carrière wilde wijden. Peters bleef tot 29 juni 2012 zelf wel De Avondshow presenteren. In september verliet hij de VRT en daarmee ook MNM. Hij wilde zich concentreren op zijn werk bij Belgacom TV.
In 2012 verscheen zijn boek In de Ban van de Bal.
In 2013 keerde Peters terug naar de VRT: vanaf juni presenteert hij 's zaterdags op Radio 2 het programma Kleedkamergeheimen, een spelprogramma met bekende Vlamingen. Hij blijft daarnaast voetbalverslaggever voor TV Limburg, Belgacom TV en Het Nieuwsblad. Sinds 2014 presenteert Dave samen met Leo Van Der Elst TV Oost Sportcafé.
In 2015 verliet hij de VRT en ging aan de slag bij Nostalgie, waar hij een van de presentatoren van The Breakfast Club werd.
Peters is sinds juli 2020 werkzaam als freelancer bij Eleven Sports, waar hij fungeert als sportcommentator en presentator voor de Belgische Jupiler Pro League.
Sedert 2023 presenteert Peters het zondagochtendprogramma De Tijdloze op Studio Brussel en tijdens de weken van de Tijdloze Countdown (eindejaarsperiode) is hij ook dagelijks te horen op het DAB-kanaal van De Tijdloze.
In de kerstvakantie van 2024-2025 presenteerde hij samen met Kamagurka Alles behalve professioneel op Radio 1, waarin ze gesprekken voeren met bekende mensen over hun niet-professionele leven.
Dave heeft twee kinderen: een zoon en een dochter.

## Radio
- Brussel Vlaams - Studio Brussel
- Brussel Midi - Studio Brussel
- A.D.H.Dave - Radio Donna
- De Ann & Dave Show - MNM
- De Avondshow - MNM
- Kleedkamergeheimen - Radio 2
- The Breakfast Club - Nostalgie

## Televisie
- F.C. De Kampioenen, voetballer in de aflevering Champagnevoetbal, seizoen 21 (2010)
- Zo is er maar één, jurylid
- TV Oost Sportcafé, presentator
- JIM, presentator
- TV Limburg, sportverslaggever

Laatste (per 2 januari 2009):
Joyce Beullens · Tom De Cock · Sebastian Decrop · Evy Gruyaert · Johan Henneman · Mark Heyninck · Anneleen Liégeois · Kris Luyten · Caren Meynen · Dave Peters · Marc Pinte · Thibaut Renard · Ann Reymen · Ben Roelants · Benjamien Schollaert · Elias Smekens · Stijn Smets · Lotte Stevens · Ann Van Elsen · Brecht Vanmeirhaeghe · Sofie Van Moll · David Van Ooteghem
Geschiedenis (1992–2009):
Jan Bosman · Ben Crabbé · Dominique Crommen · Erwin Deckers · Steve De Coninck-De Boeck · Kevin De Geest · Leen Demaré · Bart De Prez · Margot Derycke · Marc Deschuyter · Els Ermens · Michel Follet · Anne Gies · Jeroen Gorus · Walter Grootaers · Kristof Hayen · Geert Hoste · Mark Lefever · Kristien Maes · Kris Mannaerts · Luc Mertens · Johan Notenbaert · Sven Ornelis · Jaak Pijpen · Alexandra Potvin · Katja Retsin · Fien Sabbe · Bart Saerens · Mieke Scheldeman · Cara Van der Auwera · Iris Van Impe · Birgit Van Mol · Rob Vanoudenhoven · Evert Venema · Sofie Verbruggen · Ronald Verhaegen · Peter Verhulst · Jean Vijdt · Robin Vissenaekens · Albrecht Wauters · Niels William · Yasmine